# As the World Falls Down
"As the World Falls Down" é uma canção escrita por David Bowie em 1986 para a trilha sonora do filme Labirinto. 

## Lançamento
A EMI considerou lançar "As the World Falls Down" como single no final de 1986. Como resultado, a edição 3:40 foi produzida, assim como um vídeo filmado por Steve Barron, diretor do videoclipe "Underground". No entanto, talvez porque Bowie não queria que a balada de amor diminuísse o impacto de seu próximo lançamento de som mais pesado Never Let Me Down, o lançamento do single foi cancelado. A edição foi lançada como faixa bônus no relançamento da Virgin Records de Tonight em 1995, e o vídeo foi incluído em Bowie - The Video Collection (1993) e na versão em DVD de Best of Bowie (2002).

## Pessoal
- David Bowie - vocais, backing vocals, produção
- Arif Mardin - produção
- Jeff Mironov - guitarra
- Nick Moroch - guitarra solo
- Will Lee - baixo
- Steve Ferrone - bateria
- Robbie Buchanan - teclados, sintetizador
- Robin Beck - vocais de fundo

## Versões
- Girls in Coma - Aventuras em Coverland, vol. 2 (2010)[1]
- Grace Potter - "As The World Falls Down" (2016) - Lançado apenas como um vídeo em seu canal no YouTube como um tributo a Bowie após sua morte no início daquele ano.[2]
- Vitamin String Quartet - Geek Wedding Vol 2: The Sequel (2016)[3]